# Четыркин, Евгений Михайлович
Евгений Михайлович Четыркин (1926—2016) — советский учёный, доктор экономических наук, профессор.
Ведущий научный сотрудник Института мировой экономики и международных отношений РАН, член комитета актуариев Пенсионного фонда ООН (1975—1999).

## Биография
Родился в Москве 8 октября 1926 года, внук священника Захария Четыркина, служившего в селе Федотково Юхновского уезда Смоленской губернии.
В 1942 году, когда шла Великая Отечественная война, поступил в индустриально-конструкторский техникум, который окончил в 1946 году. Работал техником-конструктором в конструкторском бюро Мосгорисполкома. Продолжил своё образование в Московском финансовом институте (МФИ, ныне Финансовый университет при Правительстве РФ), где учился в 1950—1955 годах. Поступив на факультет международных экономических отношений МФИ, в связи с прекращением подготовки по специальности «Международные валютно-финансовые отношения», с 1 декабря 1954 года был переведён на специальность «Деньги и кредит». В 1955 году с отличием окончил МФИ, и ему была присвоена квалификация экономиста по специальности «Финансы и кредит». За проявленные способности Евгению Четыркину была предложена работа в этом же институте на кафедре статистики: работал лаборантом, ассистентом, преподавателем. В заочной аспирантуре МФИ подготовил кандидатскую диссертацию по некоторым приложениям линейного программирования, которую защитил в 1961 году.
С 1962 года Четыркин работал в Институте мировой экономики и международных отношений Академии наук СССР (ИМЭМО). Был заведующим лабораторией экономико-математического моделирования, позже — ведущим научным сотрудником ИМЭМО РАН. Докторская диссертация по проблемам математического моделирования была защищена им в 1967 году в ИМЭМО. Им было подготовлено 17 кандидатов экономических наук.
Е. М. Четыркину была присуждена Правительством РФ премия в области образования за 2014 год за «создание комплекса учебников и учебных пособий по математическим дисциплинам для экономических специальностей вузов». Также награждён медалями[какими?].
Ушёл из жизни 4 января 2016 года.

## Из библиографии
Четыркиным опубликовано много книг, среди которых «Финансовый анализ производственных инвестиций» (2002), «Актуарные расчёты в негосударственном пенсионном и медицинском страховании» (2002), учебник «Финансовая математика» (2003) и около 20 монографий. Его книга «Методы финансовых и коммерческих расчётов», которая появилась в 1992 году, издавалась почти десять лет и послужила основой ставшего уже классическим учебника «Финансовая математика».
Приведено по каталогу РГБ
- Сборник задач по статистике : [Учеб. пособие для слушателей Высш. школы промысл. кооперации и учащихся сред. спец. учеб. заведений промысл. кооперации] / Е. М. Четыркин, В. В. Щенков ; Под ред. проф. П. П. Маслова. — Москва : КОИЗ, 1956. — 204 с.; 23 см.
- Корреляционная связь : (Методическое пособие) / В. В. Щенков, Е. М. Четыркин ; Моск. фин. ин-т. Кафедра статистики. — Москва : [б. и.], 1960. — 6 с.; 29 см
- Статистика национального богатства СССР: (Методическое пособие) / Доц. В. Н. Костюхин, Е. М. Четыркин ; Моск. фин. ин-т. Кафедра статистики. — Москва : [б. и.], 1960. — 20 с.; 28 см.
- Статистика национального дохода финансов и материального уровня жизни народа СССР : (Методическое пособие) / Доц. В. Н. Костюхин, Е. М. Четыркин ; Моск. фин. ин-т. Кафедра статистики. — Москва : [б. и.], 1960. — 18 с.; 28 см.
- Применение современной вычислительной техники и математических методов в планировании и управлении народным хозяйством СССР : Для ун-тов марксизма-ленинизма / Организация планирования и управления нар. хоз-вом СССР. — Москва : Мысль, 1967. — 56 с. :
- Теория массового обслуживания и её применение в экономике / Е. М. Четыркин. — Москва : Статистика, 1971. — 101 с. : ил.; 21 см. — (Математическая статистика для экономистов).
- Статистические методы анализа : (Алгоритмы и программы) : Математические кривые роста : (Подбор кривых для выравнивания динамических рядов) / АН СССР. Ин-т мировой экономики и междунар. отношений. — Москва : [б. и.], 1973. — 34 с. : ил.; 21 см.
- Статистические методы прогнозирования / Е. М. Четыркин. — Москва : Статистика, 1975. — 184 с. : ил.; 22 см.
  -  — 2-е изд., перераб. и доп. — Москва : Статистика, 1977. — 200 с. : граф.; 22 см.
- Выравнивание и экстраполяция динамических рядов. — Москва : [б. и.], 1976. — 49 с.; 20 см. — (Статистические методы анализа. (Алгоритмы и программы)/ АН СССР. Ин-т мировой экономики и междунар. отношений; Вып. 7).
- Вероятность и статистика / Е. М. Четыркин, И. Л. Калихман. — М. : Финансы и статистика, 1982. — 319 с.
- Финансовые вычисления во внешнеэкономической деятельности / Е. М. Четыркин. — Москва : Финансы и статистика, 1984. — 231 с. : граф.; 20 см.
- Статистический анализ динамики производительности труда и трудоёмкости продукции : (Измерение влияния факторов). Препринт / Е. М. Четыркин, Е. И. Никитина. — М. : ИМЭМО, 1984. — 38 с.; 20 см.
- Проблемы статистического изучения социально-экономических явлений : (Учеб. пособие) / [Четыркин Е. М., Салин В. Н., Гамбаров Г. М. и др.]; Под ред. Салина В. Н. — М. : МФИ, 1985. — 115 с. : граф.; 20 см.
- Теория и практика статистического моделирования экономики / [Е. М. Четыркин, Я. Клацек, А. Нешпорова и др.]; Под ред. Е. М. Четыркина, А. Класа. — [Совмест. изд.]. — М. : Финансы и статистика ; Братислава : Альфа, 1986. — 271,[1] с.; 22 см.
- Финансово-экономические расчёты : Справ. пособие / Е. М. Четыркин, Н. Е. Васильева. — М. : Финансы и статистика, 1990. — 300,[1] с. : ил.; 22 см; ISBN 5-279-00530-4
- Эффективность капиталистической экономики : Некоторые пробл. анализа и измерения / Б. М. Болотин, Л. М. Громов, Е. М. Четыркин; Отв. ред. А. А. Дынкин; АН СССР, Ин-т мировой экономики и междунар. отношений. — М. : Наука, 1990. — 127,[1] с. : ил.; 22 см. — (Экономика капиталист. стран).; ISBN 5-02-010484-1
- Методы финансовых и коммерческих расчётов / Е. Четыркин. — М. : Агентство «Business Речь» : Дело, 1992. — 319 с. : ил.; 21 см; ISBN 5-85900-044-8
  -  — 2-е изд., испр. и доп. — М. : Дело, 1995. — 319 с. : ил.; 22 см; ISBN 5-86461-187-5
- Пенсионные фонды : Зарубеж. опыт для отеч. предприятий, актуар. расчёты / Е. М. Четыркин. — М. : АО «АРГО», 1993. — 99,[1] с. : граф.; 20 см. — (РДЛ. Русская деловая литература).
- Финансовый анализ производственных инвестиций / Е. М. Четыркин; Акад. нар. хоз-ва при Правительстве РФ. — Москва : Дело, 1998. — 255 с. : ил.; 22 см; ISBN 5-7749-0068-1
  -  — М. : Дело, 2001. — 255 с. : ил., табл.; 22 см; ISBN 5-7749-0068-1
  -  — 3. изд., испр. — М. : Дело, 2002 (ФГУП Моск. тип. ј 6). — 255 с. : ил., табл.; 21 см; ISBN 5-7749-0068-1
- Актуарные расчёты в негосударственном медицинском страховании / Е. М. Четыркин. — М. : Акад. нар. хоз-ва при Правительстве Рос. Федерации : Дело, 1999. — 117, [1] с. : ил., табл.; 21 см; ISBN 5-7749-0159-9
  -  — 2. изд., испр. — М. : АНХ при Прав-ве РФ : Дело, 2000. — 117, [1] с. : ил., табл.; 21 см; ISBN 5-7749-0159-9
  - Дело, 2002. — 270, [1] с. : ил., табл.; 22 см; ISBN 5-7749-0265-X
  -  — [2-е изд. испр., доп.]. — Москва : Дело, 2009 (М. : Типография ГОУ АНХ). — 254, [1] с. : табл.; 21 см; ISBN 978-5-7749-0552-2
- Финансовая математика : Учеб. по специальностям «Финансы и кредит», «Бухгалт. учёт, анализ и аудит» и «Мировая экономика» / Е. М. Четыркин. — М. : Акад. нар. хоз-ва при Правительстве Рос. Федерации : Дело, 2000. — 396, [1] с. : ил., табл.; 22 см; ISBN 5-7749-0193-9
  -  — [3-е изд.]. — М. : Дело, 2003. — 396, [1] с. : ил., табл.; 22 см; ISBN 5-7749-0193-9 : 5000
  -  — Москва : Дело, 2006. — 396, [1] с. : ил., табл.; 22 см; ISBN 5-7749-0193-9
  -  — Москва : Дело, 2007. — 396, [1] с. : ил., табл.; 22 см; ISBN 978-5-7749-0474-7
  -  — Москва : Дело, 2008. — 396, [1] с. : ил., табл.; 22 см; ISBN 978-5-7749-0504-1
  -  — [9-е изд.]. — Москва : Дело, 2010. — 396, [1] с. : ил., табл.; 22 см. — (Учебник).; ISBN 978-5-7749-0570-6
  -  — 10-е изд. — Москва : Дело, 2011. — 389 с. : ил., табл.; 22 см. — (Учебники Президентской академии).; ISBN 978-5-7749-0570-6
- Выборочные методы в аудите / Е. М. Четыркин, Н. Е. Васильева ; Акад. нар. хоз-ва при Правительстве Рос. Федерации. — М. : Дело, 2003 (ФГУП Моск. тип. ј 6). — 143 с. : ил., табл.; 21 см; ISBN 5-7749-0321-4
  -  — 2-е изд., перераб. и доп. — Москва : КноРус, 2010. — 131 с. : ил., табл.; 21 см; ISBN 978-5-406-00246-9
- Облигации : теория и табл. доходности / Е. М. Четыркин ; Ин-т мировой экономики и междунар. отношений РАН. — М. : Акад. нар. хозяйства при Правительстве Рос. Федерации : Дело, 2005 (ОАО Моск. тип. № 6.). — 255 с. : ил., табл.; 20 см; ISBN 5-7749-0387-7
- Финансовые риски: [научно-практическое пособие] / Е. М. Четыркин ; Акад. нар. хоз-ва при Правительстве Российской Федерации, Ин-т мировой экономики и международных отношений РАН. — Москва : Дело, 2008. — 175 с. : ил., табл.; 21 см; ISBN 978-5-7749-0504-1
  -  — 2-е изд., испр. и доп. — Москва : Изд. дом Дело, 2015. — 191 с. : ил., табл.; 21 см; ISBN 978-5-7749-1036-6

Редакторская деятельность
- Отраслевые экономико-математические модели : Анализ производ. процессов : Пер. с англ. / Вступ. статья акад. Н. П. Федоренко; [Ред. Е. М. Четыркин и В. А. Курюмов]. — Москва : Прогресс, 1967. — 423 с. : ил.; 27 см.
- Статистическое измерение качественных характеристик : Сборник : Пер. с англ. / Под ред. Е. М. Четыркина. — Москва : Статистика, 1972. — 171 с. : ил.; 21 см.
- Элементарные приёмы анализа динамических рядов. — Москва : [б. и.], 1972. — 65 с. : ил.; 20 см. — (Статистические методы анализа (алгоритмы и программы)/ Ин-т мировой экономики и междунар. отношений АН СССР). На 4-й с. текста: подгот. Е. Четыркин
- Методы экономического моделирования / Авт. коллектив: И. Амиров, И. Грицевич, Е. Демиденко [и др.] ; Под ред. А. Рывкина. — Москва : [б. и.], 1974. — 250 с. : ил.; 20 см. — (Математические методы в экономике и международных отношениях/ Науч.-метод. совет ИМЭМО АН СССР по применению мат. методов. Ин-т мировой экономики и междунар. отношений. Ред. коллегия: … Е. Четыркин (отв. ред.); Вып. 3).
- Межотраслевой баланс в исследовании капиталистической экономики : Сборник статей / Отв. ред. Е. М. Четыркин ; АН СССР. Ин-т мировой экономики и междунар. отношений. — Москва : [б. и.], 1975. — 156 с. : черт.; 20 см.
- Введение в эконометрическое моделирование : [Сокр. пер. со словац.] / А. Клас, К. Гергели, Ю. Колек, И. Шуян; [Под ред. Е. М. Четыркина]. — Москва : Статистика, 1978. — 152 с. : граф.; 21 см.
- Краткий англо-русский толковый словарь экономических и финансовых терминов / Перевод с англ. А. Н. Полякова и др.; Под ред. Е. М. Четыркина. — М. : Финансы и статистика, 1987. — 111,[1] с.; 22 см.

## Диссертации
- Исследование некоторых вопросов статистики сельского хозяйства с помощью линейного программирования : Автореферат дис. на соискание учёной степени кандидата экономических наук / М-во высш. и сред. спец. образования РСФСР. Моск. экон.-стат. ин-т. — Москва : [б. и.], 1960. — 23 с.; 20 см.

## Семья
- Супруга — Валентина Фёдоровна (31.10.1929 — 28.12.2020)
  - Сын — Четыркин Андрей Евгеньевич (род. 30.08.1955), вице-президент Межгосударственного банка[5].
  - Дочь — Васильева (Четыркина) Наталья Евгеньевна (род. 13.06.1961), окончила Московский финансовый институт в 1983 г., кандидат экономических наук, соавтор отца в учебных пособиях по финансам и аудиту.